# 18th Connecticut Infantry
Dix-huitième régiment d'infanterie de volontaires du Connecticut
Le 18th Connecticut Volunteer Infantry est un régiment d'infanterie qui a servi dans l'armée de l'Union pendant la guerre de Sécession.

## Service
Le 18th Connecticut Infantry est organisé à Norwich, Connecticut, le 22 août 1862(p47).
Le régiment est affecté à la défense de Baltimore, dans le Maryland, VIIIe corps, département du milieu, jusqu'en janvier 1863. Il est au sein de la deuxième brigade séparée du VIIIe corps jusqu'en février 1863. Puis il est dans la deuxième brigade de la deuxième division du VIIIe corps jusqu'en juin 1863. 
Il est non affecté dans la division de Scammon, au sein du département de Virginie-Occidentale jusqu'en décembre 1863. Il est dans la troisième brigade de la première division du département de Virginie-Occidentale jusqu'en avril 1864. Il affecté dans la première brigade de la première division du département de Virginie-Occidentale jusqu'en juillet 1864. 
Le régiment est dans la deuxième brigade de la première division du département de Virginie-Occidentale jusqu'en octobre 1864. Il est stationné à New Haven, dans le Connecticut en novembre 1864. Il est dans la première brigade de la troisième division du département de Virginie-Occidentale jusqu'en avril 1865. Il est au sein de la première brigade de la deuxième division du département de Virginie-Occidentale jusqu'en juin 1865.
Le 18th Connecticut Infantry quitte le service le 27 juin 1865, à Harpers Ferry, en Virginie-Occidentale.

## Service détaillé

### 1862
Le 18th Connecticut Infantry quitte le Connecticut pour Baltimore, Maryland, le 22 août 1862(p47). Il est en service aux forts McHenry et Marshall, aux défenses de Baltimore, jusqu'en mai 1863.

### 1863
Le 18th Connecticut Infantry part pour Winchester, en Virginie, et rejoint le commandement de Robert H. Milroy le 22 mai 1863. Il participe à la seconde bataille de Winchester 13 au 15 juin(p47), où le régiment est pratiquement capturé le 15 juin. Il est libéré sur parole le 2 juillet, et est échangé le 1er octobre 1863. 
Il part pour Martinsburg, en Virginie, pour rejoindre ceux qui n'ont pas été capturés. Il est affecté à un service de prévôté à Hagerstown, dans le Maryland, le 30 septembre, et à Martinsburg en mars 1864. 

### 1864
Le 18th Connecticut Infantry est stationné à Bolivar Heights du 7 au 28 mars 1864. il participe à une reconnaissance vers Snicker's Gap du 16 au 18 mars. Il est au repos du 28 mars au 9 avril. 
Il participe à l'expédition de Sigel à partir de Martinsburg vers New Market du 29 avril au 17 mai. Il participe à la bataille de New Market le 15 mai(p47) et à l'expédition de Hunter contre Lynchburg du 26 mai au 1er juillet. Le régiment avance sur Staunton du 26 mai au 5 juin. 
Le régiment participe à l'action à Piedmont, Mount Crawford, le 5 juin(p47). Il participe à l'occupation de Staunton le 6 juin. Il est à Lynchburg les 17 au 18 juin. Il est ensuite transféré au camp Piatt, puis à Parkersburg, Cumberland, Martinsburg, Harpers Ferry, et Snicker's Ford du 1er au 18 juillet. Il arrive à Snicker's Ferry le 18 juillet. 
Il participe à la seconde bataille de Kernstown(p47),, Winchester, le 24 juillet. Le régiment est à Martinsburg, le 25 juillet. Il est à Charlestown, en Virginie-Occidentale jusqu'en octobre, et est à Martinsburg du 1er au 29 octobre. Il part pour New Haven, Connecticut., et est en service au camp des conscrits à compter du 11 novembre. Il est à Martinsburg, en Virginie-Occidentale du 11 au 13 novembre, puis à Halltown le 23 novembre, et y reste en service jusqu'en mars 1865.

### 1865
Le 18th Connecticut Infantry est à Martinsburg en juin 1865.

## Victimes
Le régiment perd un total de 152 hommes pendant le service ; 4 officiers et 67 soldats tués ou blessés mortellement, 1 officier et 80 soldats sont morts de la maladie.

## Commandants
- Colonel William Grosvenor Ely
- Commandant Henry Peale - commande lors de la bataille de New Market